# Minna Körner

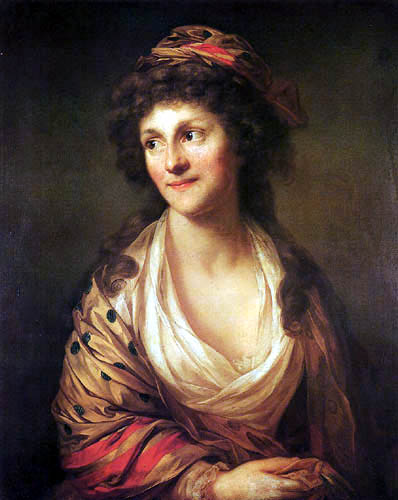
Porträt Minna Körners durch Anton Graff

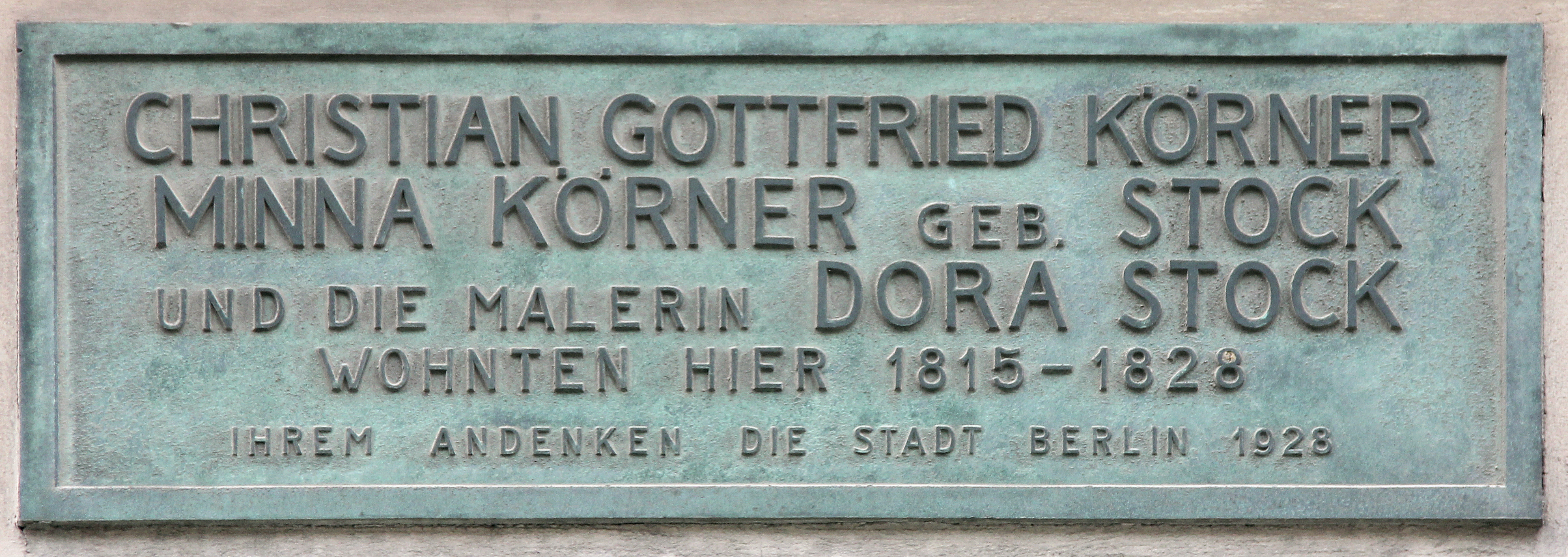
Gedenktafel am Haus, Brüderstraße 13, in Berlin-Mitte

Minna Körner (geboren am 11. März 1762 in Nürnberg als Anna Maria Wilhelmine Jakobine Stock; gestorben am 20. August 1843 in Berlin) war die Frau von Christian Gottfried Körner. Sie betätigte sich künstlerisch als Malerin und Schriftstellerin, wurde aber nicht durch herausragende Werke bekannt.

## Leben
Anna Maria wurde 1762 als zweite Tochter des Kupferstechers Johann Michael Stock geboren, von dem Johann Wolfgang von Goethe sich unterrichten ließ und dies in Dichtung und Wahrheit schilderte. Ihre ältere Schwester war die Malerin Dorothea Stock. Sie wuchs in Leipzig auf und heiratete am 7. August 1785 den Dresdner Appellationsrat Christian Gottfried Körner gegen den Widerwillen von dessen Vater. Ihr Mann war gemeinsam mit ihr – auch wegen der unstandesgemäßen Verbindung mit einer Handwerkertochter – begeisterter Gönner und früher Förderer des rebellischen Friedrich Schillers, der zur Zeit der Heirat und darüber hinaus mehrere Jahre bei Körner weilte. Schiller parodierte die junge Hausfrau 1787 in dem Stück Körners Vormittag. Sie wurde ferner durch den Maler Anton Graff mehrfach porträtiert, dem sie auch bei der Porträtierung Schillers assistierte.
Minna Körner gebar 1788 die Tochter Emma und 1791 den Sohn Theodor. Ihre Schwester gesellte sich um 1792 zu dem Hausstand, nachdem ihre Verlobung mit Ludwig Ferdinand Huber durch diesen beendet worden war. Ihre beiden Kinder verlor Minna Körner bereits zu Lebzeiten; das Ehepaar Körner verwaltete ab 1813 den schriftstellerischen Nachlass Theodors, welcher durch sein Wirken in den Befreiungskriegen zur patriotischen Gestalt geworden war. Auch Emma, die 1815 starb, war künstlerisch tätig.

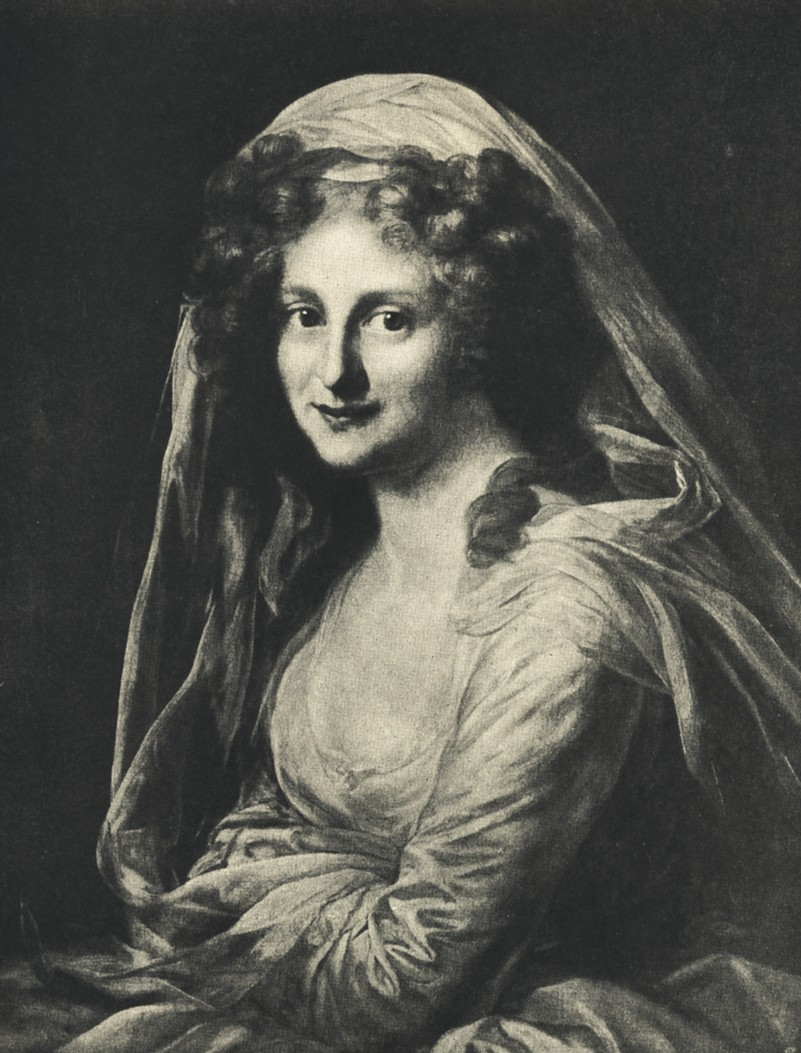
Minna Körner, Ölgemälde von Anton Graff
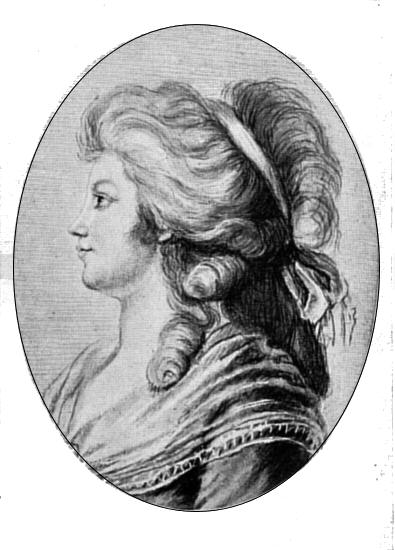
Porträt von Minna Stock durch ihre Schwester Dora Stock